# Merkelbekerbeek
De Merkelbekerbeek is een zijbeek van de Roode Beek gelegen in de gemeenten Brunssum en Beekdaelen in de Nederlandse provincie Limburg. De beek ontspringt ten noordwesten van Brunssum in de buurt van de Bovenste Hof en loopt vervolgens in noordwestelijke richting via een eigen beekdal om bij het Schinvelder Huuske uit te monden in de Rode Beek. De benedenloop van de beek is in de jaren 2000-2005 geheel ontkluist en gerenatureerd waarbij ook opvangbekkens zijn aangelegd langs de bedding om bij hevige regenval hoogwater overlast te voorkomen.
De beek stroomt langs de volgende monumenten:
- Bovenste Hof
- Sint-Clemenskerkje op een heuvel met Lourdesgrot
- Onderste Hof
- Motte De Vossenberg
- Schinvelder Huuske

Bij het Sint-Clemenskerkje kruist de beek de Romeinse Heirbaan Aken-Xanten van Coriovallum (Heerlen) naar  Colonia Ulpia Traiana  (Xanten). Bij het kerkje kruist deze weg ook een secundaire Romeinse weg die waarschijnlijk van Gangelt over Merkelbeek naar Maastricht liep via Vaesrade, Nuth, Schimmert, Raar en Meerssen.
In het beekdal is er een wandeltocht uitgezet die voert langs de verschillende historische plaatsen.
De beek ligt in het bekken van de Roode Beek.